# C. Elmer Anderson
Clyde Elmer Anderson (ur. 16 marca 1912 w Brainerd, zm. 12 stycznia 1998 tamże) – amerykański polityk.
Przodkowie Andersona pochodzili ze Szwecji. Działał w Partii Republikańskiej, od 27 września 1951 do 5 stycznia 1955 sprawował funkcję gubernatora Minnesoty. Jego poprzednikiem na tym stanowisku był republikanin Luther Wallace Youngdahl, a następcą demokrata Orville Freeman. Dwukrotnie sprawował funkcję zastępcy gubernatora – w latach 1939–1943 i 1945–1951. Przeszedł na stanowisko gubernatora po nominacji Youngdahla na sędziego Sądu Okręgowego w Waszyngtonie, w 1953 wygrał wybory na gubernatora z Freemanem, ale uległ mu dwa lata później.
Inny działacz Partii Republikańskiej o podobnym nazwisku Elmer Andersen był gubernatorem Minnesoty w latach 1961–1963.